# Nijkerkersluis

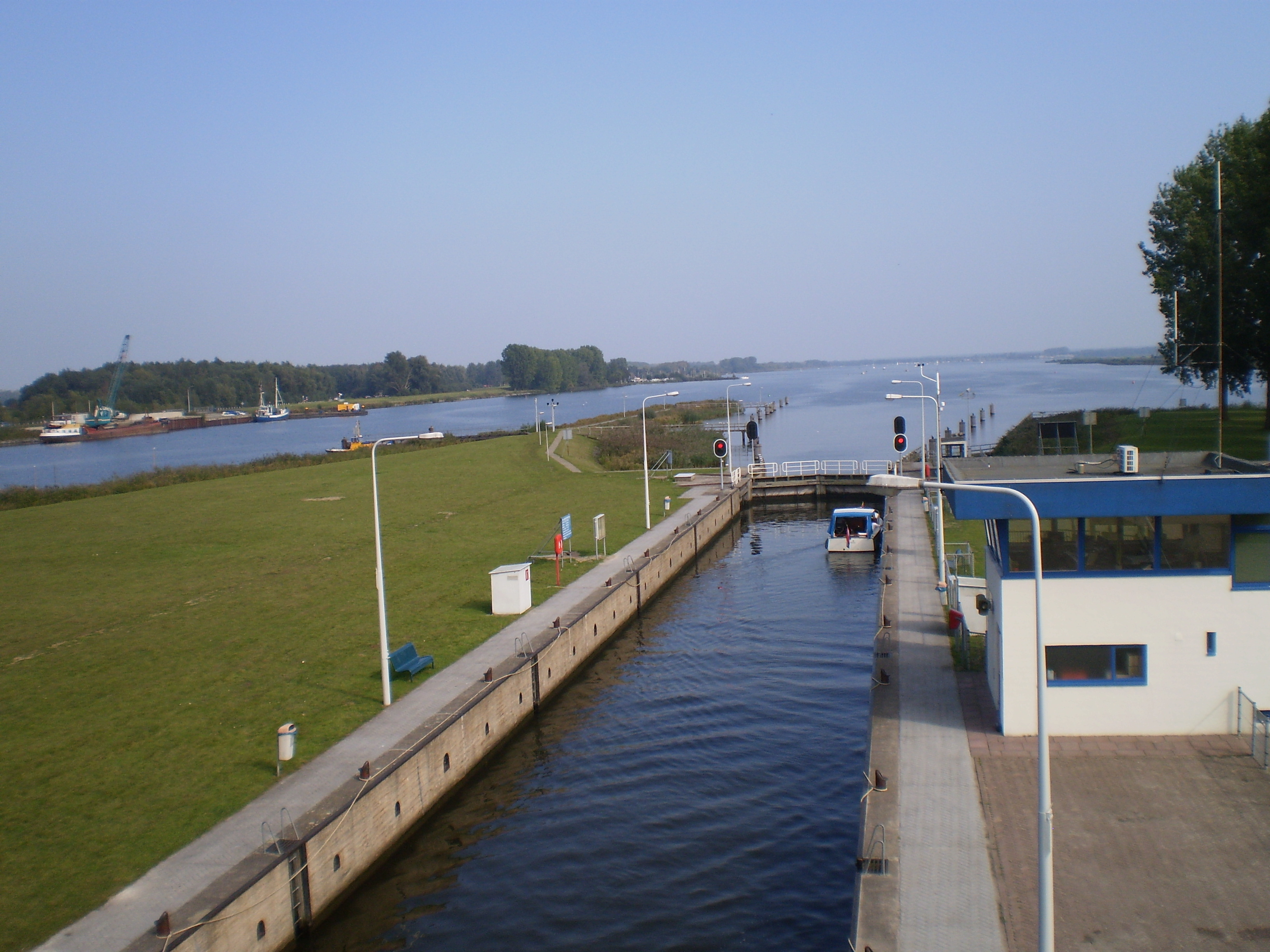
Schutsluis

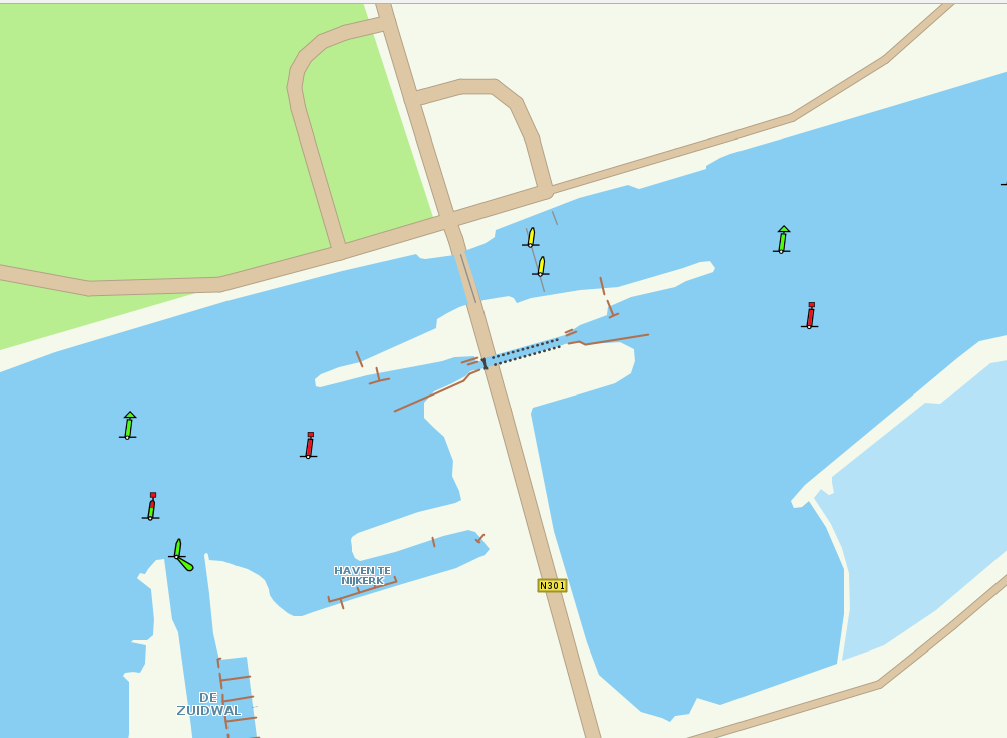
Nijkerkersluis op een MarinePlan waterkaart

De Nijkerkersluis uit 1962 scheidt de randmeren Nuldernauw en Nijkerkernauw. Ze bestaat uit een schutsluis en een spuisluis. Jaarlijks passeren meer dan 35.000 schepen de sluis.
Over de sluizen ligt in de provinciale weg 301 (N301) de Nijkerkerbrug die ook hier de provincies Flevoland en Gelderland verbindt. De brug heeft een beweegbaar deel (ophaalbrug), met een gesloten doorvaarthoogte van 7,02 m NAP (≈7,12 m meerpeil) en doorvaartbreedte van 10 m.